# Plandome
Plandome és una població dels Estats Units a l'estat de Nova York. Segons el cens del 2000 tenia 1.272 habitants.

## Demografia
Segons el cens del 2000, Plandome tenia 1.272 habitants, 409 habitatges, i 361 famílies. La densitat de població era de 1.002,3 habitants per km².
Dels 409 habitatges en un 42,8% hi vivien nens de menys de 18 anys, en un 82,4% hi vivien parelles casades, en un 3,7% dones solteres, i en un 11,7% no eren unitats familiars. En l'11,5% dels habitatges hi vivien persones soles el 9% de les quals corresponia a persones de 65 anys o més que vivien soles. El nombre mitjà de persones vivint en cada habitatge era de 3,08 i el nombre mitjà de persones que vivien en cada família era de 3,34.
Per edats la població es repartia de la següent manera: un 30,7% tenia menys de 18 anys, un 5,9% entre 18 i 24, un 18,2% entre 25 i 44, un 29,7% de 45 a 60 i un 15,4% 65 anys o més.
L'edat mediana era de 42 anys. Per cada 100 dones de 18 o més anys hi havia 90,7 homes.
La renda mediana per habitatge era de 192.073 $ i la renda mediana per família de 200.000 $. Els homes tenien una renda mediana de 100.000 $ mentre que les dones 52.500 $. La renda per capita de la població era de 95.102 $. Entorn del 2,8% de les famílies i el 4,5% de la població estaven per davall del llindar de pobresa.